# Cresswell (Staffordshire)
Cresswell – wieś w Anglii, w hrabstwie Staffordshire. Leży 17 km na północ od miasta Stafford i 207 km na północny zachód od Londynu.